# Holohlavy
Holohlavy (německy Holochau) jsou obec v okrese Hradec Králové v Královéhradeckém kraji. Žije zde 927 obyvatel.

## Historie
Území Holohlav a Smiřic patří k bohatým archeologickým lokalitám s osídlením od mladší doby kamenné. Nejstarší písemná zpráva o obci pochází z roku 1318. Základem obce byla tvrz, kterou vlastnil rod Otmarů. V roce 1425 ji dobyli táboři a pobořili ji. Po husitských válkách připadly Holohlavy panství Smiřickému. V obci stála škola, která plnila funkci obvodové školy až do výstavby budov ve Smiřicích a Černožicích. Byl zde špitál pro osm pacientů.
Znak města patří mezi tzv. mluvící znamení.

### Exulanti
Stejně jako z okolních obcí (Černilov, Jílovice aj.) odcházeli v době pobělohorské do exilu i nekatolíci z Holohlav. Z Holohlav prokazatelně uprchl fabrikant Václav Chmelík, který emigroval v roce 1740 za pomoci Jiřího Kubáska (odešel v roce 1732) a Jan Andrejsek, jeden ze zakladatelů české kolonie Nové Poděbrady v pruském Slezsku.

## Pamětihodnosti
- Kostel svatého Jana Křtitele
- Boží muka
- Socha Panny Marie Immaculaty
- Socha svatého Jana Nepomuckého
- Děkanství
- Renesanční špitál s dochovanou černou kuchyní

## Galerie

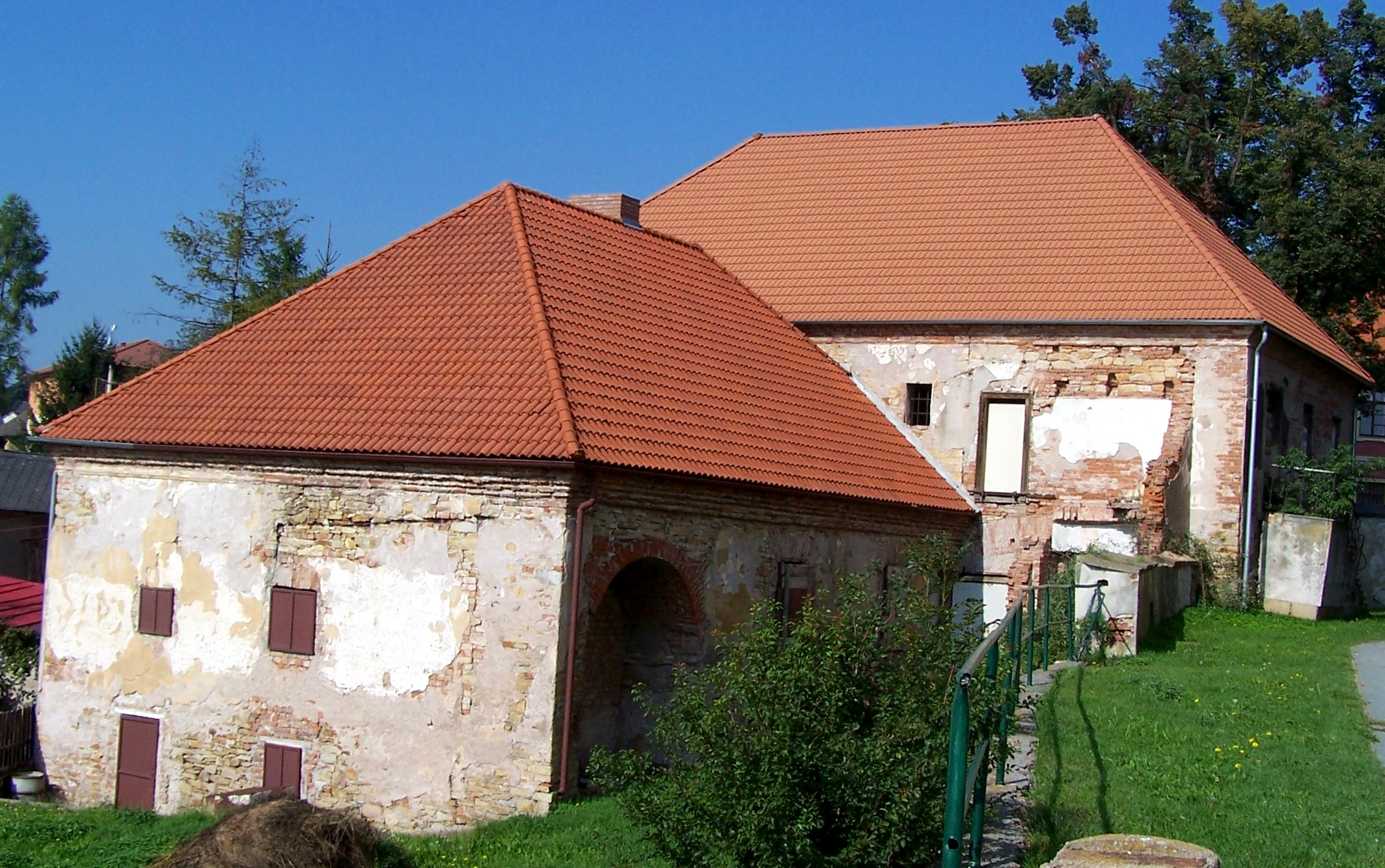
Tzv. špitál
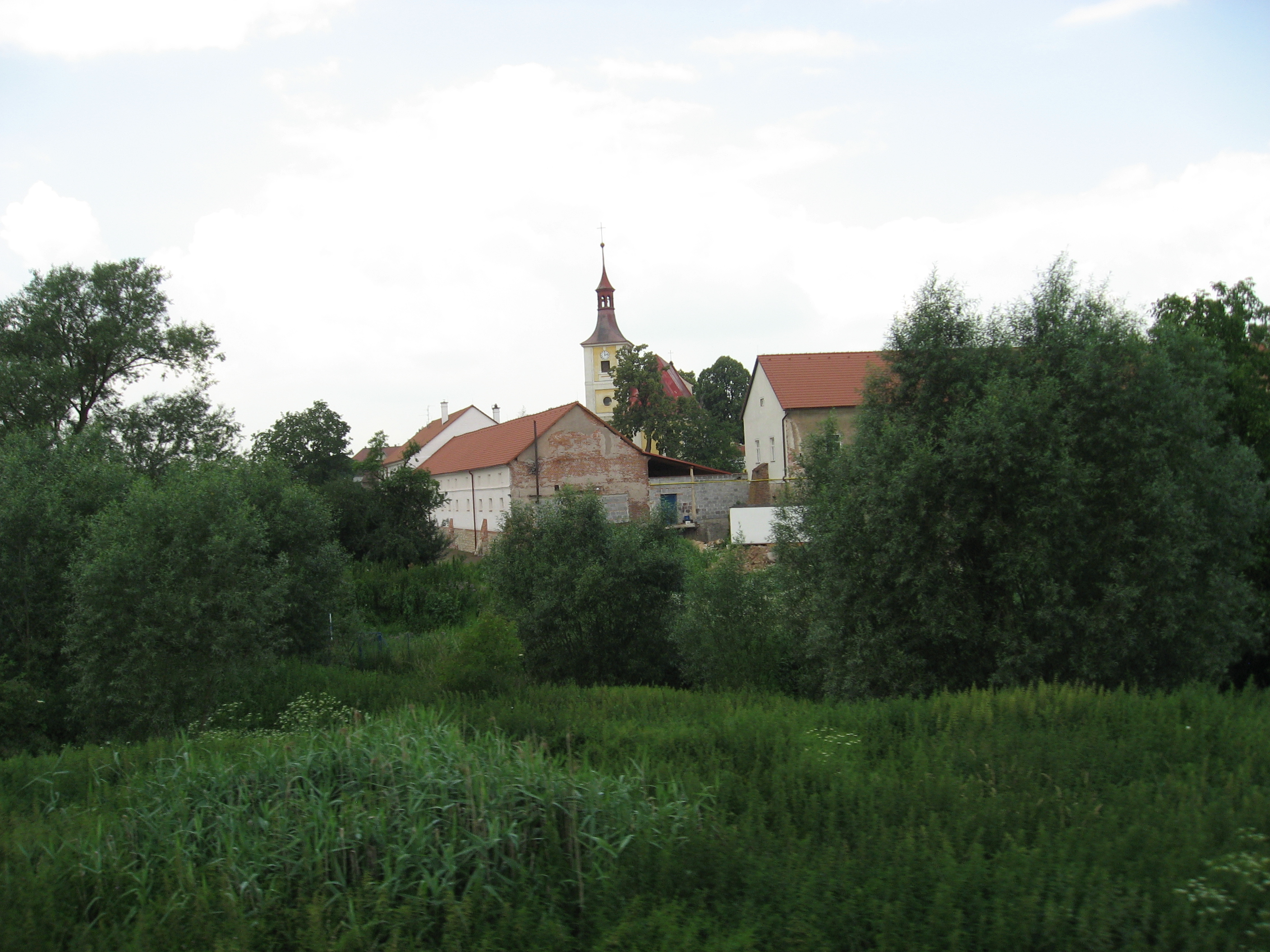
Obec z dálky
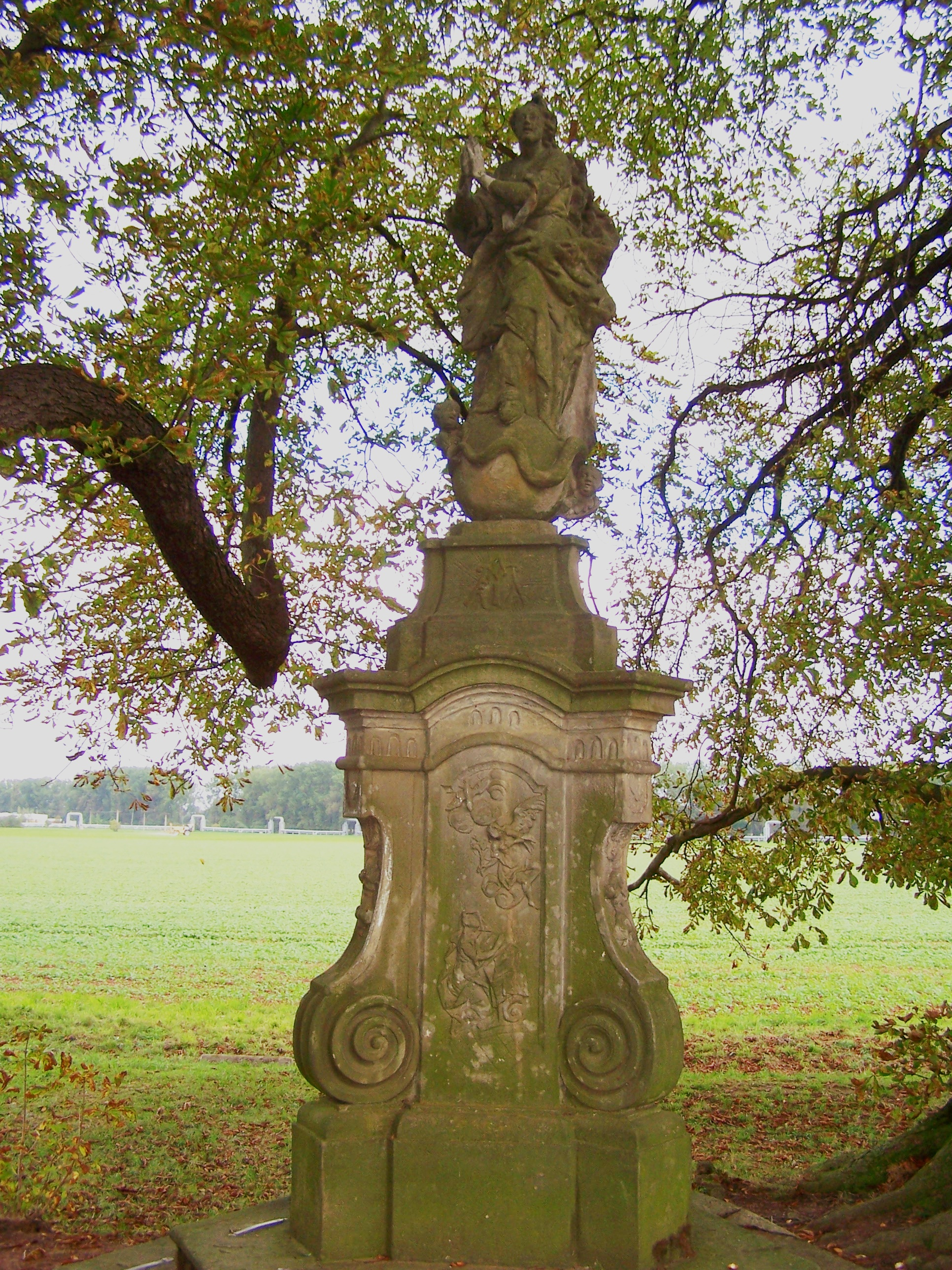
Socha P. Marie
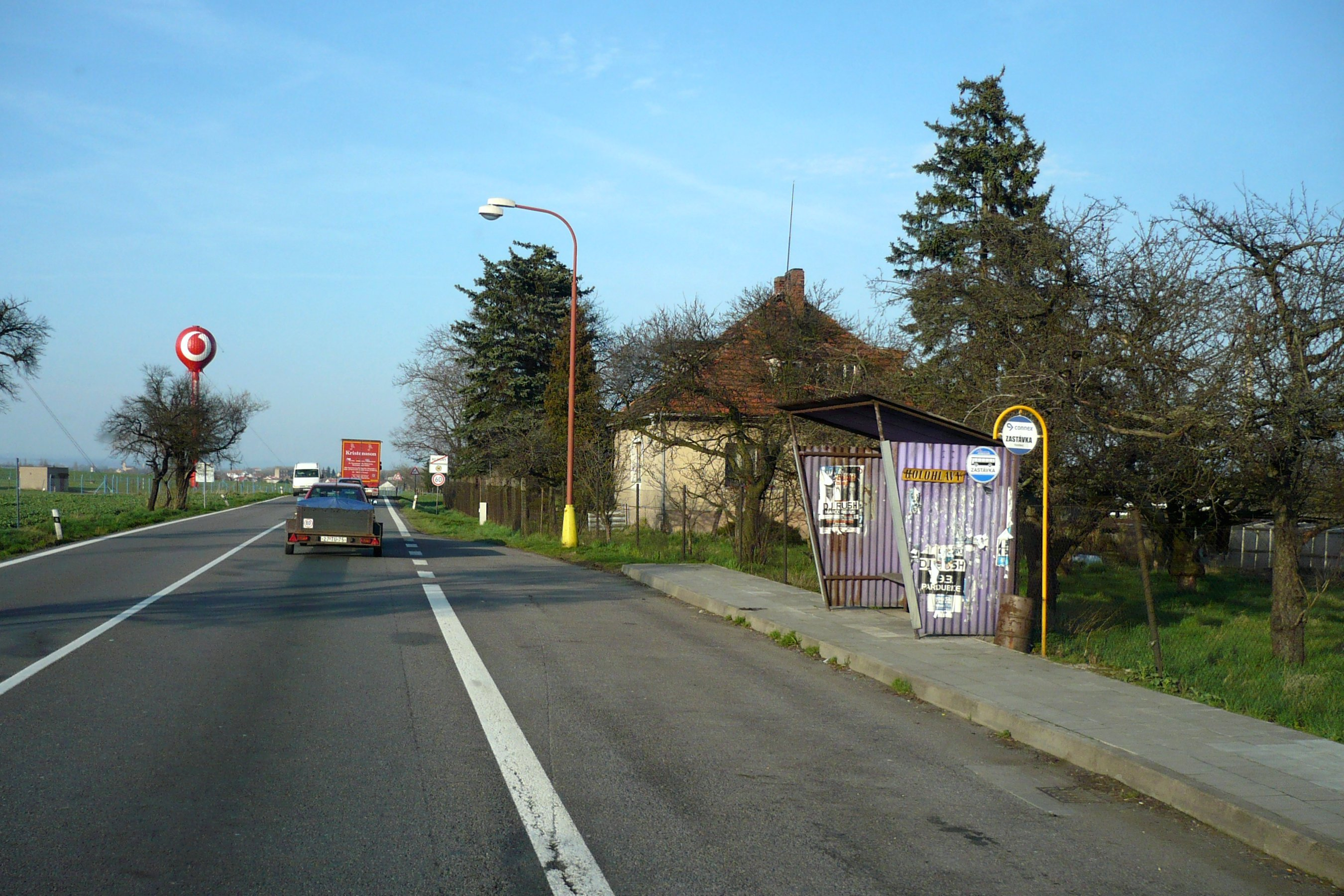
Zastávka
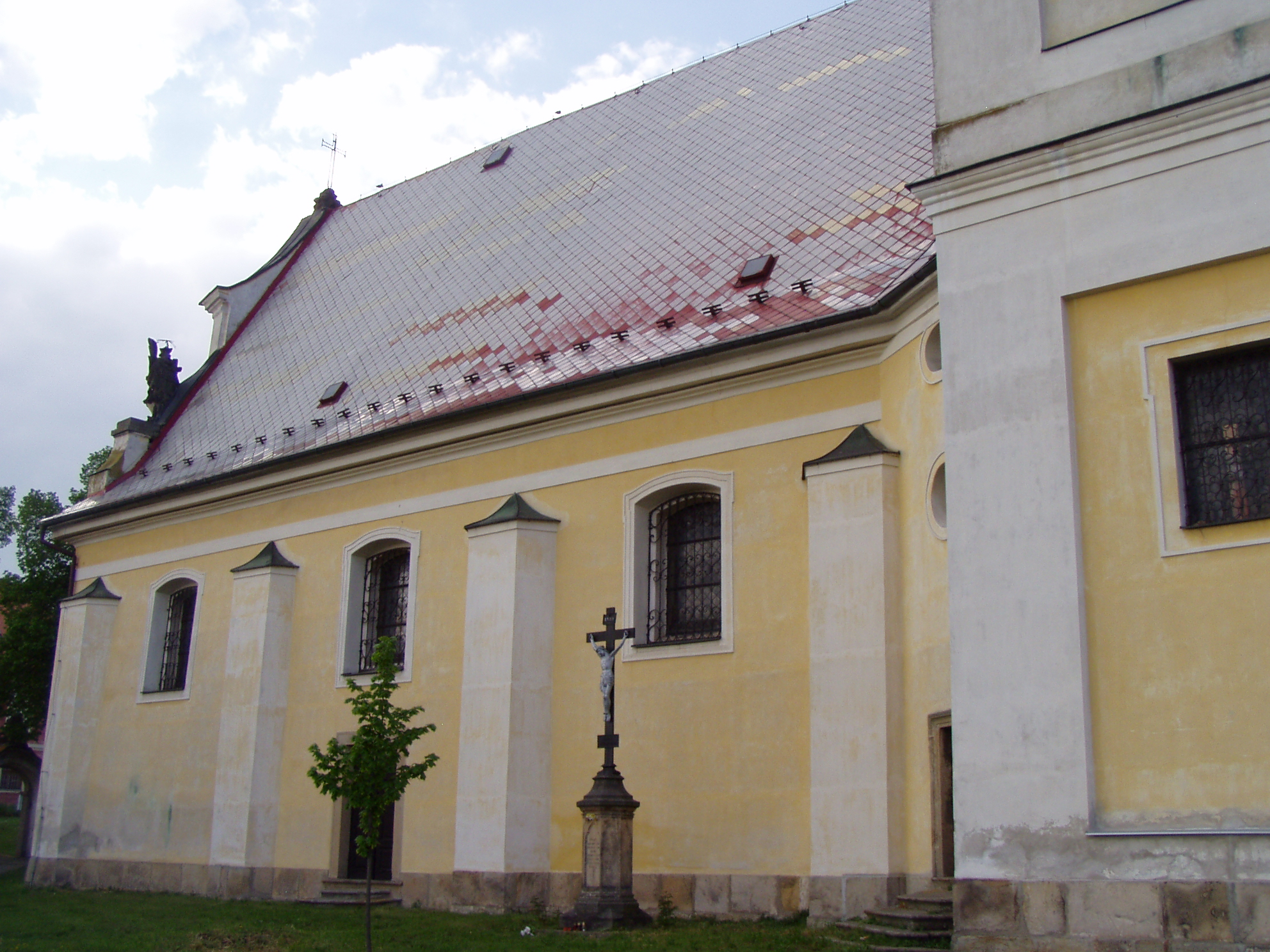
Kostel
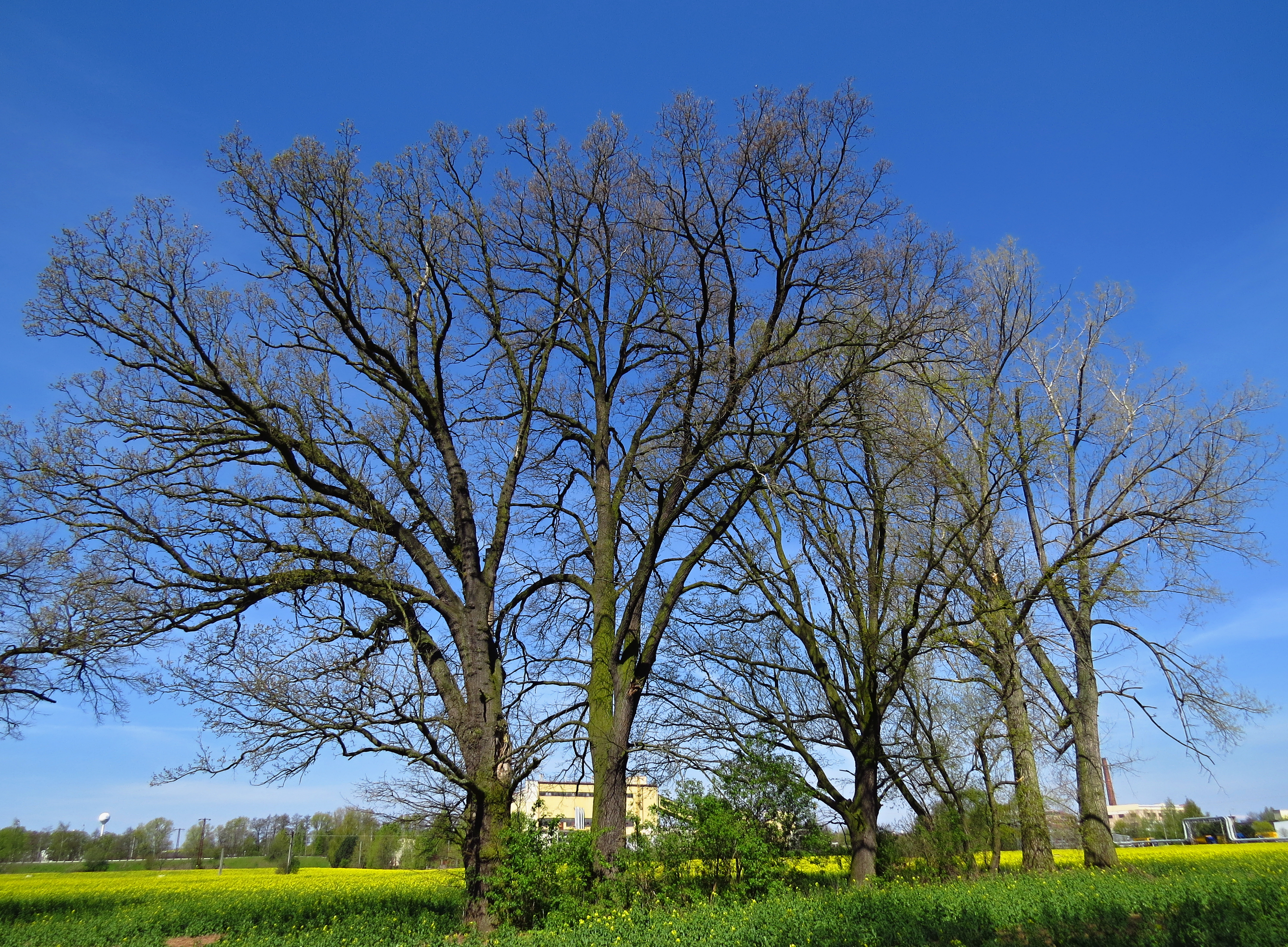
Památné duby